# Marc Bouillon
Pour les articles homonymes, voir Bouillon.
Marc Bouillon, né le 15 juin 1968 à Soignies, est un ancien coureur cycliste belge.

## Palmarès
- 1989
  - 2e étape des Deux Jours du Gaverstreek
- 1990
  - 6ea étape du Tour de Belgique amateurs
- 1992
  - Grand Prix d'Affligem
  - 2e du Grand Prix de Wallonie
- 1993
  - Cholet-Pays de Loire
- 1994
  - 1re étape du Circuit franco-belge
  - 2e et 4e étapes du Tour de Namur
  - 3e du Tour de Namur
- 1996
  - 5e étape des Quatre jours de l'Aisne
  - Route Adélie de Vitré

## Résultats sur les grands tours

### Tour d'Espagne
- 1992 : 107e
- 1993 : abandon